# Elleanthus amethystinus
Elleanthus amethystinus är en orkidéart som först beskrevs av Heinrich Gustav Reichenbach och Josef Ritter von Rawicz Warszewicz, och fick sitt nu gällande namn av Heinrich Gustav Reichenbach. Elleanthus amethystinus ingår i släktet Elleanthus och familjen orkidéer. Inga underarter finns listade i Catalogue of Life.